# Anarta olivacea
Anarta olivacea là một loài bướm đêm trong họ Noctuidae.